# Адаптация (филм)
 Тази статия е за българския филм.  За американския филм от 2002 вижте Адаптация..  
„Адаптация“ е български 3-сериен телевизионен игрален филм (драма) от 1979 година на режисьора Въло Радев, по сценарий на Райна Томова и Въло Радев. Оператор е Христо Тотев. Музиката във филма е композирана от Митко Щерев. Художник на постановката е Петър Горанов.
Работното заглавие на филма е „Случаят Вероника“. Песента се изпълнява от Васил Найденов. Прототип на д-р Банков е психиатъра д-р Георги Каменов, който е сред създателите на първите психотерапевтични групи в България.

## Серии
- 1. серия – 70 минути
- 2. серия – 70 минути
- 3. серия – 69 минути[2].

## Сюжет
Вероника е душевно болна и е хоспитализирана в специализирано заведение. Всеки от пациентите трябва да разказва историята си и да споделя своите страхове. За разлика от другите, Вероника не успява при беседите да се пребори със себе си. Доктор Банков е лекуващ лекар в същата болница. Има собствен живот, но по-голямата част от времето посвещава на болните. В един момент от лечението Вероника се влюбва в доктора и това е отключващият момент за истината в душата ѝ „Адаптация“ в БНТ.

## Актьорски състав
| Роля                    | Изпълнител                          |
| ----------------------- | ----------------------------------- |
| Вероника                | Ели Скорчева                        |
| доктор Владо Банков     | Антоний Генов (като Антони Генов)   |
| доктор Методи Гълъбов   | Иван Григоров                       |
| Костадин                | Николай Сотиров                     |
| Богомил                 | Любен Чаталов                       |
| Росица                  | Елена Кънева                        |
| Христина                | Нели Вълканова                      |
| Жечка                   | Аня Пенчева                         |
| Асен                    | Илия Караиванов                     |
| Делян                   | Юри Манолов                         |
| Димитър                 | Веселин Атанасов                    |
| Евелина                 | Марина Маринова                     |
| Румен                   | Вихър Стойчев                       |
| професор Дубер Щърбанов | Константин Димчев                   |
| доцент Енгьозов         | Йордан Мутафов                      |
| малката Вероника        | Деляна Симеонова                    |
| Костов                  | Веселин Вълков                      |
| Искра                   | Надежда Казасян                     |
|                         | Георги Георгиев                     |
|                         | Мариана Иванова                     |
|                         | Наташа Кръстева                     |
| д-р Клисурска           | Цветана Енева                       |
|                         | Донвена Златанова                   |
|                         | Ростислав Яковов                    |
|                         | Стефка Кацарска                     |
| д-р Зуркова             | Мая Зуркова                         |
|                         | Бистра Тупарова                     |
|                         | Евгени Георгиев                     |
|                         | Жени Пашова                         |
| Нора                    | Мария Статулова                     |
| Спиридонов              | Иван Гайдарджиев                    |
|                         | Галя Котева                         |
|                         | Стефан Попов                        |
| Бранев                  | Джоко Росич                         |
|                         | Груди Кадиев                        |
|                         | Стойно Добрев                       |
|                         | Анна Феликсова (като Ана Феликсова) |
|                         | Васил Вачев                         |

## Награди
- „Награда за режисура“ на Въло Радев на XVI ФБИФ, (Варна, 1979).
- „Награда за операторско майсторство“ на Христо Тотев на XVI ФБИФ, (Варна, 1979).
- „Наградата за дебют“ на Ели Скорчева от СБФД, (1979).
- Наградата на ДО „Българска кинематография“ на VIII МКФ на Червенокръстките и здравни филми, (Варна, 1979).
- „Специалната награда“ на VIII МКФ на Червенокръстките и здравни филми, (Варна, 1979).